# Elke Eckerstorfer
Elke Eckerstorfer (* 15. Oktober 1974 in Linz) ist eine österreichische Pianistin, Organistin und Cembalistin.

## Leben
Eckerstorfer wurde in Linz geboren und wuchs im oberösterreichischen Wels auf. Sie besuchte in Linz das Musikgymnasium und studierte Klavier am Bruckner-Konservatorium. Ab 1994 studierte sie an der Universität für Musik und darstellende Kunst Wien Orgel bei Rudolf Scholz, Klavier bei Antoinette Van Zabner und Cembalo bei Wolfgang Glüxam und Augusta Campagne. Im Rahmen eines Studienaufenthalts am Pariser Konservatorium besuchte sie 2000/01 die Orgelklasse von Michel Bouvard und Olivier Latry, gefolgt von einem Orgelstudium bei Michael Radulescu und Franz Danksagmüller in Österreich ab 2002.
Elke Eckerstorfer wirkt bei einigen Rundfunk- und CD-Aufnahmen mit und trat in mehreren europäischen Staaten sowie in Japan auf. 1995 spielte sie beispielsweise bei der Uraufführung von Nancy Van de Vates Kinderoper Der Herrscher und das Mädchen im Rahmen des „Kinderklang Festivals“ im Theater des Künstlerhauses Wien unter der Leitung von Werner Hackl das Piano. Die Aufnahme wurde 1999 beim Label Vienna Modern Masters veröffentlicht. Auch auf Van de Vates 1998 erschienenem Album Vol. IV spielt sie zusammen mit Sybille Bouda und Christoph Wigelbeyer das Stück Contrasts, for two Pianos, six Hands (1984).
2006 erschien von ihr eine CD mit dem Orgelgesamtwerk von Balduin Sulzer. Mit Aufnahmen an den Breinbauer-Orgeln in Ottensheim und Gramastetten erschien 2008 eine weitere CD in der Reihe Orgellandschaften Oberösterreich. 2011 erschien ihre Einspielung des Orgelzyklus De profundis von Hans Stadlmair, aufgenommen in der Stiftskirche Kremsmünster. Zusammen mit Gernot Kahofer, bekannt als Trompeter der Blech & Brass Banda, nahm sie in der Wiener Augustinerkirche das 2013 bei Preiser Records veröffentlichte Album Christmas Trumpet in St. Augustin auf.
Seit 2019 ist sie als Organistin an der Wiener Hofburgkapelle tätig.

## Ehrungen und Auszeichnungen
- Erste Preise beim Landes- und Bundeswettbewerb Jugend musiziert Österreich[6]
- 1998: 1. Preis beim internationalen Wettbewerb für junge Organisten, Aigen-Schlägl[2]
- 2003/04: Stipendium der Schweizer Stiftung Dr. Robert und Lina Thyll-Dürr[6]
- 2004: 2. Preis und Publikumspreis beim XIV. Internationalen Johann-Sebastian-Bach-Wettbewerb in der Kategorie „Orgel“, Leipzig[1]